# Filippo Carducci
Filippo Carducci (1449 – 1520 circa) è stato un politico italiano, Gonfaloniere di Giustizia a Firenze.
Fu un uomo colto e amante delle arti. Nella sua villa di Legnaia (nei pressi di Firenze) fece dipingere da Andrea del Castagno il famoso ciclo degli uomini e donne illustri, il primo del genere in chiave profana, civile e umanistica, dove venivano celebrati alcuni personaggi del passato immediatamente prossimo di Firenze.
Distintosi all'epoca del Concilio di Firenze, Filippo ottenne dall'imperatore bizantino Giovanni VIII Paleologo alcune concessioni araldiche per il suo stemma.
Si sposò con Lisa Benci, dalla quale ebbe vari figli.